# See What I'm Saying: The Deaf Entertainers Documentary
Pour plus de détails, voir Fiche technique et Distribution.
See What I'm Saying: The Deaf Entertainers Documentary (littéralement, « Vois ce que je dis : le documentaire des artistes sourds » en anglais) est un film documentaire produit et réalisé par Hilari Scarl, sorti en 2009.
L'expression « Vois ce que je dis » est typiquement sourde, ce que l'on traduirait par « Écoute ce que je dis » pour le côté des entendants : les sourds n'entendent pas, ils voient à l'évidence.

## Synopsis
Ce film documentaire suit les traces des artistes sourds les plus populaires dans le monde des sourds américains comme le batteur Bob Hiltermann (du groupe rock Beethoven's Nightmare), la chanteuse TL Forsberg, l'humoriste CJ Jones et l'acteur Robert DeMayo.

## Fiche technique
- Titre original : See What I'm Saying: The Deaf Entertainers Documentary
- Réalisation : Hilari Scarl
- Scénario : Lisa Leeman et Dalan Musson
- Photographie : Jeff Gatesman
- Montage : Morgan R. Stiff et Marcus Taylor
- Musique : Kubilay Üner
- Production : Hilari Scarl
- Société de production : Worldplay
- Société de distribution : Worldplay
- Pays d'origine : États-Unis
- Langue originale : langue des signes américaine, anglais
- Format : couleur
- Genre : documentaire
- Durée : 91 minutes
- Dates de sortie : États-Unis : avril 2009 (avant-première à Newport Beach) ; 19 mars 2010 (nationale)

## Distribution
- CJ Jones
- Robert DeMayo
- TL Forsberg
- Bob Hiltermann
- Bernard Bragg
- Evelyn Glennie
- Anthony Natale
- Steve Longo
- Ed Chevy
- John Maucere
- Shoshannah Stern
- Michelle A. Banks
- Deanne Bray
- Tyrone Giordano
- James Foster
- Rita Corey
- John Drouillard
- Phyllis Frelich
- Adrian Gurvitz
- Lisa Hermatz
- Cassandra Jones
- Raul Midon
- Roscoe Orman
- Julio Sims
- Jody Stevenson
- Brooks Wackerman
- Keith Wann
- Phil Xenidis
- Garrett Zuercher

## Distinctions

### Récompenses
- Festival du film de Newport Beach 2009 : Prix d'excellence du meilleur film documentaire
- Festival du film de Philadelphie 2009 : Meilleur film documentaire